# Споднє Младетиче
Споднє Младетиче (словен. Spodnje Mladetiče) — поселення в общині Севниця, Споднєпосавський регіон, Словенія. Висота над рівнем моря: 282,6 м.